# Jerzy Kluger
Jerzy Kluger (ur. 4 kwietnia 1921 w Krakowie, zm. 31 grudnia 2011 w Rzymie) – inżynier, biznesmen, Żyd, przyjaciel i kolega z klasy Jana Pawła II.

## Życiorys

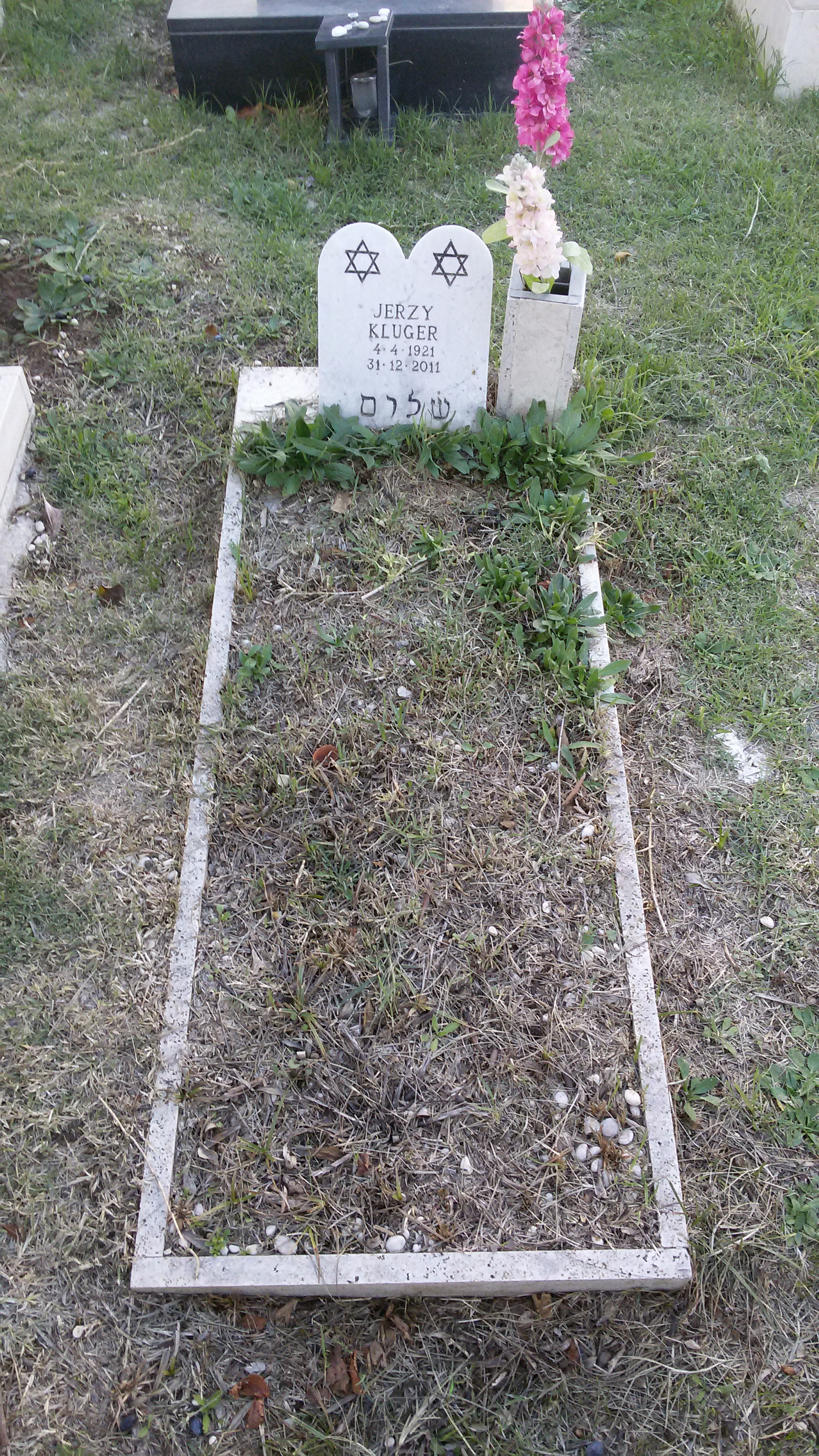
Grób Jerzego Klugera na cmentarzu Flaminio w Rzymie

Jego ojciec Wilhelm (1885–1963) był adwokatem, kapitanem audytorem, a także przez 18 lat prezesem Żydowskiej Gminy Wyznaniowej w Wadowicach. Jerzy Kluger do wadowickiego gimnazjum uczęszczał w latach 1930–38, tam zaprzyjaźnił się z Karolem Wojtyłą. Po uzyskaniu matury Jerzy studiował na Politechnice Warszawskiej. 
Po wybuchu II wojny wraz z ojcem poszukiwali swoich oddziałów wojskowych. Jego matka Rozalia, siostra Stefania (zwana Tesią, mistrzyni tenisa) oraz jego babcia zostały w Wadowicach. Zginęły potem w Auschwitz-Birkenau. Wilhelm i Jerzy Klugerowie zostali aresztowani przez NKWD i zesłani do łagrów w obwodzie Maryjskim. Jerzy na mocy porozumienia Sikorski-Majski trafił do Armii gen. Andersa. Służył w 1 pułku pomiarów artyleryjnych. Jako plutonowy podchorąży wziął udział w kampanii włoskiej, walczył w bitwie o Monte Cassino, za co został odznaczony Krzyżem Walecznym i Krzyżem Pamiątkowym Monte Cassino nr 37728. Później został mianowany kapitanem artylerii. Odznaczony również Krzyżem Oficerskim Orderu Odrodzenia Polski. 
Po wojnie studiował na politechnice w Turynie. Później wyjechał do Anglii, gdzie kontynuował naukę na politechnice w Nottingham. Wraz z żoną Renee, irlandzką katoliczką przyjechał w 1954 do Rzymu, gdzie prowadził firmę inżynierską, sprowadzał i instalował maszyny transportowe. Obecnie jego firma zajmuje się organizowaniem międzynarodowych targów. W czasie pontyfikatu Jana Pawła II służył papieżowi pomocą w czasie rozmów dyplomatycznych z Izraelem, a także w czasie przygotowań do historycznej wizyty Jana Pawła II w rzymskiej synagodze w dniu 15 kwietnia 1986. 
W 1989 przyjechał do Wadowic ze specjalnym listem do Jana Pawła II na uroczystość odsłonięcia pamiątkowej tablicy w miejscu, gdzie stała synagoga spalona przez Niemców we wrześniu 1939 r. Papież ochrzcił jego córkę Stefanię, a we wrześniu 1997 r. udzielił jej ślubu. Papież ochrzcił również wnuczkę Jerzego Klugera – Chiarę. W 2003 Kluger otrzymał tytuł „Człowiek Pojednania”, przyznawany przez Polską Radę Chrześcijan i Żydów. Był miłośnikiem tenisa ziemnego, do końca uprawiał tę dyscyplinę sportu. Należał do elitarnego, rzymskiego klubu tenisowego.
Jerzy Kluger zmarł 31 grudnia 2011 w rzymskim szpitalu na chorobę Alzheimera. Jego pogrzeb odbył się 2 stycznia 2012. Został pochowany na cmentarzu Flaminio w Rzymie w kwaterze żydowskiej.